# 1361
Năm 1361 là một năm trong lịch Julius.

## Sinh
- Trần Nghiễn, tức vua Trần Phế Đế, vua thứ 10 của nhà Trần.